# Jaunutis
Jaunutis o Jaunut (idioma bielorruso: Яўнут; literalmente hombre joven; bautizado: Ioann,"Jawnuta", "Juan" o "Iván"; ca. 1300 – después 1366) fue Gran Duque de Lituania desde la muerte de su padre Gediminas en 1341 hasta que fue depuesto por sus hermanos mayores Algirdas y Kęstutis en 1345. Hay varias teorías acerca de por qué Gediminas escogió a Jaunutis, un hijo mediano, como su sucesor. Algunos sugieren que representaba alguien aceptable entre los paganos (Algirdas y Kęstutis) y los ortodoxos (Narimantas, Karijotas, Liubartas) hijos de Gediminas. Otros afirman que Jaunutis fue el hijo mayor de la segunda mujer de Gediminas. La tradición dice que Gediminas se casó dos veces: con una duquesa pagana y con una ortodoxa. Jaunutis no es mencionado en ninguna fuente previa a la muerte de Gediminas.
Se conoce poco sobre los años en que Jaunutis gobernó. Fueron años de paz, ya que los Caballeros Teutónicos estaban encabezados por el poco efectivo Ludolf König. Sus hermanos fueron mucho más activos: Algirdas atacó Mozhaysk, a la Orden Livona, y defendió Pskov; Kęstutis ayudaba a Liubartas en las disputas de sucesuón en Halych-Volynia. La Crónica de Bychowiec menciona que Jaunutis era respaldado por Jewna, la presunta mujer de Gediminas y madre de sus hijos. Murió ca. 1344 y poco después Jaunutis perdió el trono. si de veras era protegido por su madre, supondría un interesante ejemplo de la influencia que poseía la reina madre en la pagana Lituania. No obstante un razón concreta para su salida del poder podría haber sido una gran campaña planeada por los Caballeros Teutónicos en 1345. Jaunutis fue respaldado por su hermano Narimantas, quien viajó hasta la corte de Jani Beg, jan de la Horda de Oro, para formar una alianza contra Algirdas y Kęstutis. Jaunutis fue encarcelado en Vilna, pero consiguió escapar a tierras de su cuñado, Simeón de Rusia, a Moscú. Allí Jaunutis fue bautizado como Ioann, pero no consiguió ayuda (probablemente porque su hermana Aigusta, esposa de Simeón, murió ese año). Tanto Jaunutis como Narimantas se tuvieron que reconciliar con Algirdas. Jaunutis se convirtió en Duque de Zasłaŭje. Se supone que murió alrededor de 1366 porque es nombrado por última vez en un tratado con Polonia ese año, y no se le menciona en uno con Livonia en 1367. Tuvo dos hijos, Simeón Zaslawski y Michal Zaslawski. Michal gobernó Zasłaŭje hasta su muerte el 12 de agosto de 1399.
| Predecesor: Gediminas | Gran Duque de Lituania 1341 - 1345 | Sucesor: Algirdas |